# Henry Höhnes
Henry C. Höhnes, född 1889, var en schweizisk bobåkare. Han deltog vid olympiska vinterspelen 1928 i Sankt Moritz och kom på åttonde plats i fyrmansbob.